# Immaculata
Immaculata è una località nella township di East Whiteland, nella contea di Chester, nello stato americano della Pennsylvania.
Vi hanno sede l'Immaculata University e la casa-madre delle Suore ancelle del Cuore Immacolato di Maria.